# Grand Prix automobile d'Australie 2004
GP précédent GP suivant
Le Grand Prix automobile d'Australie 2004 (2004 Formula 1 Foster's Australian Grand Prix), disputé le 7 mars 2004 sur le circuit de l'Albert Park, est la 714e épreuve du championnat du monde de Formule 1 courue depuis 1950. Il s'agit de la vingtième édition du Grand Prix d'Australie comptant pour le championnat du monde de Formule 1 et de la première manche du championnat 2004.

## Course

### Classement de la course
| Pos  | N° | Pilote               | Écurie           | Tours | Temps/Abandon                      | Grille | Points |
| ---- | -- | -------------------- | ---------------- | ----- | ---------------------------------- | ------ | ------ |
| 1    | 1  | Michael Schumacher   | Ferrari          | 58    | 1 h 24 min 15 s 757 (219,011 km/h) | 1      | 10     |
| 2    | 2  | Rubens Barrichello   | Ferrari          | 58    | + 13 s 605                         | 2      | 8      |
| 3    | 8  | Fernando Alonso      | Renault          | 58    | + 34 s 673                         | 5      | 6      |
| 4    | 4  | Ralf Schumacher      | Williams-BMW     | 58    | + 1 min 00 s 423                   | 8      | 5      |
| 5    | 3  | Juan Pablo Montoya   | Williams-BMW     | 58    | + 1 min 08 s 536                   | 3      | 4      |
| 6    | 9  | Jenson Button        | BAR-Honda        | 58    | + 1 min 10 s 598                   | 4      | 3      |
| 7    | 7  | Jarno Trulli         | Renault          | 57    | + 1 tour                           | 9      | 2      |
| 8    | 5  | David Coulthard      | McLaren-Mercedes | 57    | + 1 tour                           | 12     | 1      |
| 9    | 10 | Takuma Satō          | BAR-Honda        | 57    | + 1 tour                           | 7      |        |
| 10   | 11 | Giancarlo Fisichella | Sauber-Petronas  | 57    | + 1 tour                           | 14     |        |
| 11   | 15 | Christian Klien      | Jaguar-Cosworth  | 56    | + 2 tours                          | 19     |        |
| 12   | 16 | Cristiano da Matta   | Toyota           | 56    | + 2 tours                          | 13     |        |
| 13   | 17 | Olivier Panis        | Toyota           | 56    | + 2 tours                          | 18     |        |
| 14   | 19 | Giorgio Pantano      | Jordan-Cosworth  | 55    | + 3 tours                          | 16     |        |
| Abd. | 12 | Felipe Massa         | Sauber-Petronas  | 44    | Moteur                             | 11     |        |
| Abd. | 18 | Nick Heidfeld        | Jordan-Cosworth  | 43    | Transmission                       | 15     |        |
| n.c. | 20 | Gianmaria Bruni      | Minardi-Cosworth | 43    | + 15 tours                         | 20     |        |
| Abd. | 14 | Mark Webber          | Jaguar-Cosworth  | 29    | Transmission                       | 6      |        |
| Abd. | 21 | Zsolt Baumgartner    | Minardi-Cosworth | 13    | Électrique                         | 17     |        |
| Abd. | 6  | Kimi Räikkönen       | McLaren-Mercedes | 9     | Moteur                             | 10     |        |

### Pole position et record du tour
- Pole position :  Michael Schumacher (Ferrari) en 1 min 24 s 408 (226,173 km/h)[1].
- Meilleur tour en course :  Michael Schumacher (Ferrari) en 1 min 24 s 125 (226,934 km/h) au 29e tour[2].

### Tours en tête
- Michael Schumacher (Ferrari) : 58 tours (1-58)[3]

## Classements généraux à l'issue de la course
| Pos. | Pilote             | Écurie           | Points |
| ---- | ------------------ | ---------------- | ------ |
| 1    | Michael Schumacher | Ferrari          | 10     |
| 2    | Rubens Barrichello | Ferrari          | 8      |
| 3    | Fernando Alonso    | Renault          | 6      |
| 4    | Ralf Schumacher    | Williams-BMW     | 5      |
| 5    | Juan Pablo Montoya | Williams-BMW     | 4      |
| 6    | Jenson Button      | BAR-Honda        | 3      |
| 7    | Jarno Trulli       | Renault          | 2      |
| 8    | David Coulthard    | McLaren-Mercedes | 1      |

| Pos. | Écurie           | Points |
| ---- | ---------------- | ------ |
| 1    | Ferrari          | 18     |
| 2    | Williams-BMW     | 9      |
| 3    | Renault          | 8      |
| 4    | BAR-Honda        | 3      |
| 5    | McLaren-Mercedes | 1      |

## Statistiques
Le Grand Prix d'Australie 2004 représente :
- la 56e  pole position de Michael Schumacher ;
- la 71e victoire de Michael Schumacher ;
- le 16e hat-trick de Michael Schumacher ;
- le 4e grand chelem de Michael Schumacher ;
- la 168e victoire de Ferrari en tant que constructeur ;
- la 168e victoire de Ferrari en tant que motoriste ;
- le 1er Grand Prix de Christian Klien, Giorgio Pantano et Gianmaria Bruni.